# Frank C. Mars
Franklin Clarence Mars (24. september 1883 i Newport, Minnesota eller Hancock, Minnesota – 8. april 1934 i Chester Springs, Pennsylvania eller Baltimore) var grundlæggeren af det amerikanske selskab Mars Incorporated, som hovedsageligt laver slik. Mars og hans søn Forrest Edward Mars opfandt M&M's.
Frank C. Mars lærte at lave chokolade af sin mor. I 1902 begyndte han at lave godterier, men han havde ikke meget succes. I 1923 opfandt han chokoladebaren Milky Way.